# قائم‌گنج
قائم‌گنج (به انگلیسی: Kaimganj) یک منطقهٔ مسکونی در هند است که در شهرستان فرخ‌آباد واقع شده‌است.

## خصوصیات
قائم‌گنج  ۳۱٬۱۵۰ نفر جمعیت دارد و ۱۴۷ متر بالاتر از سطح دریا واقع شده‌است.